# A Green New Deal
A Green New Deal (en español Un Nuevo Pacto Verde) es un informe hecho público el 21 de julio de 2008 por el Green New Deal Group y publicado por la New Economics Foundation. El informe define una serie de políticas que pretenden convertirse en un proyecto para abordar el cambio climático y la actual crisis finanaciera además del pico o cenit petrolero. El informe llama a una re-regulación de la economía y los impuestos además de apelar por una mayor inversión gubernamental en las energía renovables. Su título completo es A Green New Deal: Joined-up policies to solve the triple crunch of the credit crisis, climate change and high oil prices. Traducible como Un nuevo pacto ecológico: Políticas integradas para solucionar el triple crack de la crisis del crédito, el cambio climático y los elevados precios del crudo.

## Principales recomendaciones
- Las inversiones llevadas a cabo por el gobierno en eficiencia energética deberán convertir cada edificio en una estación energética.
- La creación de miles de puestos de trabajos verdes que ayuden a instituir una economía de bajo carbono.
- Un gravamen especial sobre los beneficios de las compañías petrolíferas- al modo del que se ha establecido en Noruega- para permitir al gobierno un fondo de gasto en eficiencia energética y energía renovable.
- El desarrollo de iniciativas financieras que apoyen las inversiones ecológicas y la optimización del consumo de energía.
- Cambios en el sistema financiero de Reino Unido, incluyendo la reducción de las tasas de intereses del Banco de Inglaterra, de nuevo para apoyar la inversión verde.
- La ruptura de las grandes instituciones fianacieras -'mega bancos'- en entidades menores que favorezcan la banca ecológica
- La re-regulación de las finanzas internacionales asegurando que el sector financiero no domine el resto de la economía. Esto llevaría aparejada la introducción de mecanismos de control del capital.
- El incremento del control oficial sobre productos financieros como derivados.
- La prevención de la evasión fiscal con el especial control sobre los paraísos fiscales.[3][4][5]